# Szalády Antal
Szalády Antal (1880-ig "Szál Antal") (Világos, Arad vármegye, 1834. – Budapest, 1908. március 29.) fővárosi pót- és gyógykávé gyáros és kereskedő, bérház tulajdonos. A Szalády-féle „Hungária kávé“ feltalálója.

## Pályafutása
Régi római katolikus polgári család sarja. Szalády Antal, 1834-ben Világoson (Aradmegye) született. Apja, Szál Gábor, uradalmi gazdatiszt, anyja, Katzenmacher Katalin volt. Apai nagybátyja, Szál Antal (1795–1875), Megváltó csanádi prépostja, aradi felsőkerűleti alesperes és nemzeti iskola-felügyelő, valamint római katolikus plébános volt Eleken.
Szalády Antal apja előbb gazdatiszt volt Dietrichnél, a későbbi hóbortos herceg Szulkovszky Viktor nagyapjánál, aki mint bécsi nagyfuvaros, a francia hadjárat alatt roppant vagyont szerezvén, megvette a pankotai uradalmat. A német tisztviselőkkel gazdálkodást azonban csakhamar megunta és önálló gazdálkodáshoz fogott. Mint értelmes ember, gyermekeit az akkor tespedéséből ébredező kor kivánalmainak megfelelő nevelésben részítette. Antal fia az aradi gimnaziumot végezte szép sikerrel, midón apja az 1849-ki szabadságharc alatt az önkéntes örseregnél az erdélyi hadjáratban mint 65 éves harcos működvén, tetemes sérüléseket szenvedett és a szabadságharc leveretése után meghalt. Ily módon a zsenge de fogékony ifjú Szalády Antal kitűzött pályájának a sors más irányt adott és ő a hajlamának leginkább megfelelő kereskedelmi pályát választotta. Tanulmányainak befejezése után, szakismereteinek gyarapítása végett külföldre utazott, és majdnem 10 év után bő ismeretekkel tért baza és szülőmegyéjében, Aradon telepedett le. 1880 óta a fővárosba tette át lakását főként azért, hogy már a korábban feltalált "Hungária kávéját" forgalomba hozza és ott az Andrássy út 86. szám alatt egy virágzó gyarmatáru kereskedésének és „Hungária kávé“ gyárának tette le az alapját. Ezen kávé-specialitás a véletlennek köszönheti feltalálását. Ugyanis Szalády hosszú éveken át gyomor- és bélhurutban szenvedett. Számos hazai és külföldi híres orvos gyógykezelését vette igénybe; azok fürdőről-fürdőre utaztatták, küldözték, mindent elkövettek vele, hogy egészségét visszaadják, de hasztalan. Baja napról-napra súlyosbodott és már annyira volt, hogy minden munkával fel kellett hagynia és lemondtak életéről. Ekkor Szalády elhatározta, hogy maga próbál segélyt keresni gyógyithatlannak állított bajára és hosszabb búvárkodás után fel is találta ezt a „Hungária kávéban.“ A „Hungária kávé“ a növényvilág leghasznosabb termékéből készül. Szaládynak sikerült a kellemetlen izü gyógyszert egy kellemes tápszerrel helyettesíteni. Igen előnyösen választva meg azt az eledelt, melyet a gyermektől az aggastyánig, a koldustól a királyig mindenki szeretett. A „Hungária kávé“ soknemü tulajdonságainál, kellemes íz és színénél, végre olcsóságánál fogva teljes sikerrel vette fel a versenyt az egészségre rendkívül ártalmas, izgató ázsiai kávéval (Ceylon, Cuba, Mocca, Java stb., melyekért évente milliók vándorolnak ki szegény hazánkból), mit eléggé bizonyít az a körülmény, hogy nemcsak idehaza van általános használatban, hanem már a külföldön is tért hódított magának. De terjeszkedését legvilágosabban mutatják a következő számadatok, melyek jóságának legeklatánsabb bizonyítékai: 1881-ben, mikor a kávé feltaláltatott, illetve forgalomba került, eladatott 3100 kiló, 1882-ben 7880 kiló, 1883-ban már 15240 kiló. 1884-ben 25.640 kiló, és 1885. év első felében 24,810 kiló, vagyis majdnem annyi, mint a megelőző egész évben.
1887-ben az országos iparegyesület azévi közgyűlésén Szalády Antal fővárosi pótkávégyárost, a "Hungária" gyógykávé és a "Szalády pótkávé" feltalálóját készítőjét új iparág meghonosításáért és versenyképességért egyesületi díszéremmel tüntette ki. A sajtóban azt magyarázták, hogy "habár a Hungária gyógykávé már az 1885. évi orsz. kiállításon kiállítási nagy érmet nyert, ez ujabb kitüntetés annyiban kiváló fontosságú, mert az iparegyesület rendszerint évek hosszú során át eredménynyel működött kiváló iparosok érdemeit szokta ezt, elméltányolni, mig Szalády alig pár év előtt meghonosított uj iparczikkével: a pótkávéval máris oly eredményeket ért el, hogy az igazgatóság indíttatva érezte magát a fiatal, törekvő vállalatnak a kitüntetést egyhangúlag odaítélni. Másrészt közgazdasági szempontból is figyelmet érdemel a kitüntetés különösen az oly fennhéjázó magyarellenes cseh mozgalommal szemben, mert ezzel hivatalosan elismertetett egy oly magyar iparczikk versenyképessége, amelyért hazánkból évenkint két milliónál több vándorol ki külföldre Német-, Poroszés Csehországba Frank , Hauswald- Manilla, Velim s egyéb elnevezésű pótkávékért nemzeti vagyosodásunk óriás kárára."
1888-ban az uralkodó Budapesten látogatást tett a Kereskedelmi Múzeumban. A királyság kíválóbb termékei kiállításra kerültek és az élelmi cikkek osztályában kitüntető figyelemben részesítette I. Ferenc József magyar király Szalády Antal ismert pót- és gyógykávé gyáros csinos kiállítását. Az Ízlésesen elrendezett "Hungária gyógykávé" és "Szalády kávé (pótkávé)" dobozok, melyek külsőleg is magukon viselik a magyar ipar ismertető jeleit, igen megnyerték ő felsége tetszését úgy, hogy a múzeum igazgatója által bemutatott feltaláló gyárost, Szalády urat hosszabb megszólitassal tüntette ki. 1896-ban az újságokban azt közölték, hogy "a Szalády féle „Hungária kávé“, mely köztudómásulag a legegészségesebb tápszer és az ázsiai kávénál felenyivel olcsóbb, de azt teljesen pótolja, és nem csak hogy nem hevit, izgat, hanem igen jó hatással van az egészségre, mert a gyomorból és belekből a nyákot és mindent az emésztést akadályozó készeket eltávolítja, a vért tisztítja, táplál és erósit, s egyáltalán kellemes és olcsó tápszer. Ennek a kitűnő élelmi szernek a gyártását most, a feltaláló Szalády Antalnak nyugalomba vonulásával fia Szalády Árpád vette át, ki eddig már különben is 16 év óta vezette a „Hungária kávé“ gyártását." Szalády Árpád, aki a pótkávé gyártás terén Európai tapasztalatokat szerzett, a gyárat akkoriban megnagyobbította, valamint újabb munkagépekkel és segédeszközökkel szerelte fel és az összes létező pótkávék gyártását is megkezdette, úgy hogy a külföldi e nemű gyártmányokkal teljesen hasonló minőségben, de jutányosan szállította azokat.
1908. március 29.-én Budapesten hunyt el.

## Házassága és gyermekei
1862. május 1.-jén Kétegyházán feleségül vette a római katolikus nemesi származású csorvási Szabó Julianna (*1845.–†Budapest, 1880. november 21.) kisasszonyt, akinek a szülei a református csorvási Szabó István (1797–1870), gróf Almássy Kálmánnak a kétegyházi uradalmi számtartója és a római katolikus Rusznyák Katalin (1825–1866) asszony voltak. Az apai nagyszülei csorvási Szabó István (1771–1845), főbíró, hajdúbagosi református presbiter, és gulácsi Gulácsy Zsuzsanna (1778–1849) asszony voltak. A római katolikus házasságot a vőlegény nagybátyja, Szál Antal (1795–1875), aradi felsőkerűleti alesperes, eleki plébános áldotta meg. 1625. november 17-én Szabó másképp Csorvási János, maga és neje Jeney Sára, gyermekei István, Fruzsina és Judit, nem különben testvérei Dániel, Gáspár, Zsuzsa és Kata, úgy szintén sógora Alapy János  magyar címeres nemeslevelet nyert II. Ferdinánd magyar királytól. Szalády Antal és csorvási Szabó Julianna frigyéből született:
- Szalády Árpád Dénes István (*Elek, Arad vármegye, 1863. április 15.–†?).[10] pót- és gyógykávé gyáros, kereskedő.
- Szalády Géza Elek Antal (*Elek, Arad vármegye, 1864. november 7.–†Budapest, XV. kerület, 1949. április 7.),[11] fővárosi fürdőgondnok, a Rác gyógyfürdő vendéglőjének a bérlője. Első neje Rendessy Olga. Második neje Nesinger Marcella (*Szászkút, 1884. november 17.–†Budapest, VIII. kerület, 1962. március 20.).[12] Szalády Gézának a liègei születésű belga Cormann Jozefa hajadon nevelőnőtől született egy leánya: Szalády Mária Jozefa Stefánia (*Budapest, 1889. január 8.–†Budapest, 1935. szeptember 24.),[13][14][15] akinek a férje dr. Dolányi-Kovács Alajos (1877–1963), a Központi Statisztikai Hivatal elnöke volt.
- Szalády Ilona Erzsébet (*Elek, Arad vármegye, 1866. július 8.–†Elek, 1866. július 22.)
- Szalády Rózsa (*Elek, Arad vármegye, 1867. augusztus 31.–†Zalaegerszeg, 1912. április 1.). Férje, nemes Gombás István (*Galsa, Zala vármegye, 1861. augusztus 17.,–†Nagykanizsa, 1930. szeptember 4.) kereskedő, a zalaegerszegi kerületi munkásbiztosító pénztár igazgatója (Második neje: pásztói Tessényi Franciska).[16][17][18]
- Szalády Irma (*Elek, Arad vármegye, 1871. január 10.–†Budapest, 1884. január 24.).

## Művei
Munkája: A magyar hirlapirodalom statisztikája 1780–1880-ig. Bevezetéssel ellátta Ferenczy József. Bpest, 1884. (Id. Szinnyei József, Hirlapirodalmunk cz. a Vasárnapi Ujságban több évig megjelent czikkeiből összeállítva. Ism. Nemzet 1884. 173. sz.).
Kiszlingstein Könyvészete.